# Liste d'acides
Liste d'acides par ordre alphabétique (plus de 900).
- Haut – A
- B
- C
- D
- E
- F
- G
- H
- I
- J
- K
- L
- M
- N
- O
- P
- Q
- R
- S
- T
- U
- V
- W
- X
- Y
- Z

Note : la plupart des composés listés ici ne suivent pas les règles de nomenclature systématique.

## 1,2,3,4,5,6,7,8,11
- Acide 1,2 cyclohexane-diacétique
- Acide 1,6-hexanedioïque ou Acide adipique
- Acide 2-acétyloxybenzoïque ou Acide 2-acétoxybenzoïque ou Acide acétylsalicylique ou Acide O-acétylsalicylique (Aspirine)
- 2-(1,2-dihydroxyéthyl)-4,5-dihydroxyfuran-3-one ou Acide ascorbique ou acide DL-ascorbique ou Acide oxo-3 L-gulofuranolactone (forme énolique) (Vitamine C)
- Acide 2-amino-4-méthylpentanoïque ou Leucine
- Acide 2-amino-5-phosphonovalérique ou acide (2 R)-2-amino-5-phosphonopentanoïque ou APV ou AP5
- Acide 2 cyclopentène-1 tridécaonïqie ou Acide chaulmoogrique
- Acide 2,2'-biquinoline-4,4'-dicarboxylique ou Acide bicinchoninique
- Acide 2,3-dihydroxybutanedioïque ou Acide 2,3-dihydroxy succinique ou Acide tartrique
- Acide 2,3-dihydroxy succinique ou Acide 2,3-dihydroxybutanedioïque ou Acide tartrique
- acide 2-thiophènecarboxylique ou acide ténoïque ou Acide thénoïque (DCI)
- Acide 2,3-dimercapto-1-propanesulfonique ou DMPS
- Acide 2,4-dichlorophénoxyacétique
- Acide 2,4,5-trichlorophénoxyacétique
- Acide 2,6-diaminohexanoïque ou lysine
- Acide 2,6-dioxo-1,2,3,6-tétrahydropyrimidine-4-carboxylique ou Acide orotique
- Acide 3-oxobutanoique ou Acide acétylacétique
- Acide 3-hydroxypropanoïque
- Acide 3-méthylbutanoïque
- Acide 3,6-diaminohexanoïque ou bêta-lysine
- Acide 4-aminobenzoïque
- acide 4-hydroxy-3-méthoxybenzoïque ou Acide vanillique
- Acide 5-hydroxyférulique
- Acide 5,6,7,8-tétrahydrofolique ou Acide tétrahydrofolique
- Acide 6-éthylchénodésoxycholique ou Acide obéticholique
- Acide 11-amino-undécanoïque
- acide 11-[(1 R)-cyclopent-2-én-1-yl]undécanoïque ou Acide hydnocarpique
- Acide 13-docosénoïque ou Acide érucique ou Acide brassidique

- Haut – A
- B
- C
- D
- E
- F
- G
- H
- I
- J
- K
- L
- M
- N
- O
- P
- Q
- R
- S
- T
- U
- V
- W
- X
- Y
- Z

## A
- Acide abiénique
- Acide abiétinolique
- Acide β-abiétinolique
- Acide abiétique ou Acide abiétinique ou Acide sylvitique
- Acide abiétinique ou Acide abiétique ou Acide sylvitique
- Acide abiétolique
- Acide abscissique ou ABA
- Acide acétamido-6 hexanoïque ou Acide acéxamique
- Acide acétique ou Acide éthanoïque ou acide éthylique ou Acide méthanecarboxylique
- Acide acétone-dicarboxylique
- Acide acétonique
- Acide acétophénone acétylacétique
- Acide acétosalicylique
- Acide acétoxybenzoïque
- Acide acétylacétique ou Acide 3-oxobutanoique
- Acide acétylaminooxyphénylarsinique
- Acide acétylcrésotinique ou Acide méthyl-3 acétoxy-2 benzoïque
- Acide acétyléne-dicarboxylique
- Acide acétylénique
- Acide acétylformique (Pyruvate)
- Acide acétylorthocrésotinique
- Acide β-acétylpropionique
- Acide acétylsalicylique ou Acide O-acétylsalicylique ou Acide 2-acétoxybenzoïque ou Acide 2-acétyloxybenzoïque (Aspirine)
- Acide acéxamique ou Acide acétamido-6 hexanoïque
- Acide aconitique ou Acide équisétique
- Acide acornique
- Acide acroléïque ou Acide acrylique ou Acide Prop-2-énoïque
- Acide acrylique ou Acide acroléïque ou Acide Prop-2-énoïque
- Acide adénosine triphosphorique (Triphosadénine)
- Acide adénylique ou Vitamine B8 (Adénisine)
- Acide adénylpyrophosphorique
- Acide adipique ou Acide 1,6 hexanedioïque
- Acide adonidique
- Acide agaricique ou Acide hexadécylcitrique
- Acide alantolique
- Acide alcanethiolique
- Acide alcanethionique
- Acide alcool o-phtalique
- Acide alcoylmalonique
- Acide alcoyltartronique
- Acide aldéhyde
- Acide aldonique
- Acide aleuritique
- Acide alginique
- Acide aliphatique
- Acide alizarique
- Acide allanturique
- Acide allocinnamique
- Acide alloxannique
- Acide allylbarbiturique ou Acide allyl-5 isobutyl-5 barbiturique (Butalbital)
- Acide allylformique
- Acide alpha-aminé
- Acide alpha hydroxylé
- Acide alpha-lipoïque
- Acide amidophéniquesulfureux ou Acide sulfanilique
- Acide aminé
- Acide aminé essentiel
- Acide aminé cétoformateur
- Acide aminé glucoformateur
- Acide aminoacétique ou Glycine, jadis Glycocolle
- Acide amino-5 barbiturique
- Acide m-aminobenzoïque
- Acide p-aminobenzoïque
- Acide α-aminobutyrique
- Acide β-aminobutyrique
- Acide γ-aminobutyrique
- Acide ε-aminocaproïque ou Acide ε-amino hexanoïque
- Acide amino-cinnamique
- Acide amino-glutarique
- Acide ε-amino hexanoïque ou Acide ε-aminocaproïque
- Acide amino-isobutylacétique
- Acide amino-isovalérique
- Acide amino-lactique
- Acide amino-nonanoïque
- Acide amino-phényl-acétique
- Acide amino-phényl-glyoxylique
- Acide amino-propionique
- Acide amino-succinique
- Acide N-(amino-3 triiodo-2,4,6 phényl) acétamido-3 méthyl-2 propionique ou Acide iocétamique
- Acide (amino-3 triiodo-2,4,- phényl) éthyl-2 propanoïque ou Acide iopanoïque
- Acide anémonique
- Acide angélique
- Acide anilarsinique
- Acide aniline p-sulfonique
- Acide anisique
- Acide anthémique
- Acide anthracène carboxylique
- Acide anthranilique
- Acide anthraquinodisulfureux
- Acide anthraquinone sulfonique
- Acide antitartrique
- Acide arabique
- Acide arabonique
- Acide arachidique ou Acide eicosanoïque
- Acide arachidonique ou Oméga-5
- Acide arsanilique ou Acide atoxylique ou Acide para-aminophénylarsonique
- Acide méta-arsénieux
- Acide arsénique
- Acide arsinique
- Acide artanthique
- Acide arylglyoxylique
- Acide ascorbique ou acide DL-ascorbique ou 2-(1,2-dihydroxyéthyl)-4,5-dihydroxyfuran-3-one ou Acide oxo-3 L-gulofuranolactone (forme énolique) (Vitamine C)
- Acide asiatique (Asiaticoside)
- Acide aspartique ou Acide L-aspartique
- Acide aspidotannique
- Acide atoxylique ou Acide arsanilique ou Acide para-aminophénylarsonique
- Acide aurantiamarique
- Acide aurique
- Acide azélaïque
- Acide azothydrique
- Acide azotique ou Acide nitrique

- Haut – A
- B
- C
- D
- E
- F
- G
- H
- I
- J
- K
- L
- M
- N
- O
- P
- Q
- R
- S
- T
- U
- V
- W
- X
- Y
- Z

## B
- Acide barbiturique
- Acide béhénique
- Acide bensuldasique ou Acide (benzyl-5 thioxo-6 perhydrothiadiazique-1, 3,5 yl-3)-2 acétique
- Acide benzène hexacarboxylique ou Acide mellique
- Acide benzènesulfonique
- Acide benzoïque
- Acide benzoïque nitré
- Acide benzoquinonetétracarboxylique
- Acide benzoylaminovalérique
- Acide o-benzoylbenzoïque
- Acide benzoylbromobenzoïque
- Acide o-benzylbenzoïque
- Acide benzylidènemalonique
- Acide (benzyl-5 thioxo-6 perhydrothiadiazique-1, 3,5 yl-3)-2 acétique ou Acide bensuldasique
- Acide bicinchoninique ou Acide 2,2'-biquinoline-4,4'-dicarboxylique
- Acide biliaire
- Acide bismuthogallique (Bismuth sous-gallate) ou (Gallate basique de bismuth)
- Acide borique ou Acide (ortho)borique
- Acide borofluoroacétique
- Acide bowellique
- Acide brassidique ou Acide érucique ou Acide 13-docoçénoïque
- Acide bromoacétique
- Acide bromhydrique
- Acide bromhydrocinnamique
- Acide bromomalonique
- Acide a-bromopinique
- Acide bromopropionique
- Acide bromosuccinique
- Acide de Bronsted
- Acide bucloxique (Bucloxate de sodium)
- Acide butanedioïque
- Acide butanoïque ou Acide butyrique
- Acide butanone-3 oïque ou Acide β-cétobutyrique
- Acide butylnaphtalènesulfonique
- Acide butyrique ou Acide butanoïque

- Haut – A
- B
- C
- D
- E
- F
- G
- H
- I
- J
- K
- L
- M
- N
- O
- P
- Q
- R
- S
- T
- U
- V
- W
- X
- Y
- Z

## C
- Acide cachoutannique
- Acide cacodylique (Cacodylate de soude)
- Acide caféique
- Acide cafétannique ou Acide matétannique
- Acide campholique
- Acide camphorique
- Acide camphosulfonique
- Acide camphrique
- Acide canadadinolique
- Acide canadolique
- Acide caprylique ou Acide octanoïque
- Acide caprique ou Acide décanoïque
- Acide caproïque ou acide hexanoïque
- Acide carbamique
- Acide carbo-azotique ou Acide picrique (Trinitrophénol)
- Acide carbolique ou Acide phénique (Phénol)
- Acide carbonique
- Acide carbopiridique
- Acide carbothioïque
- Acide carboxylique
- Acide carboxylique perfluoré
- Acide carminique
- Acide carnabique
- Acide de Caro
- Acide carthamique
- Acide cathartinique ou Acide cathartique
- Acide cathartique ou Acide cathartinique
- Acide cérotique
- Acide α-cétoacétique ou acide pyruvique
- Acide cétobutyrique
- Acide cétogulonique
- Acide cétomalonique ou Acide mésoxalique ou Acide oxomalonique
- Acide cétomenthylique
- Acide cétonique
- Acide β-cétonique
- Acide γ-cétonique
- Acide cétopinique
- Acide β-cétobutyrique ou Acide butanone-3 oïque
- Acide γ-cétovalérique ou Acide pentanone-4 oïque
- Acide cétrarique
- Acide chaulmoogrique ou Acide 2 cyclopentène-1 tridécanoïque
- Acide chélidonique
- Acide chenodeoxycholique
- Acide chloraurique
- Acide chloreuxique
- Acide chlorhydrique
- Acide chlorique
- Acide chloroacétique
- Acide chlorobromocamphosulfonique
- Acide chlorochromique
- Acide chlorogénique
- Acide ((chloro-4 phényl)-2 thiazolyl-4) acétique ou Acide fenclozique
- Acide chlorostannique
- Acide chlorosuccinique
- acide chlorosulfurique
- Acide chloroxycarbonique
- Acide chlorhydrique (Esprit de sel)
- Acide chlorhydrique officinal ou Acide muriatique
- Acide cholalique
- Acide cholique ou Acide trihydroxy-3x, 7x, 12x cholanique-5b
- Acide cholestérique
- Acide chromique
- Acide chrysaminique
- Acide chrysophanique ou Acide rhubarbarique ou chrysophanol
- Acide cicrotoïque
- Acide cinamétique
- Acide cinchoméronique
- Acide cinnamilcacodylique (Cacodylate de gaïacol)
- Acide cinnamique ou Acide β-phénylacrylique
- Acide citraconique anhidre
- Acide citrique
- Acide citronnellique
- Acide citrosalique (Citrodisalyl)
- Acide clamidoxique ou Acide (dichloro-2', 3'-3,4 benzamido)-2 phenoxy-2 acétique
- Acide clavulanique
- Acide clofénamique ou Acide (dichloro-2',3' phényl) amino-2 benzoïque
- Acide cocatannique
- Acide coccinique
- Acide colophanique
- Acide commiphorique
- Acide congocopalique
- Acide convolvulinique
- Acide convovulinolique ou Acide hydroxypentadécylique
- Acide copaïvique
- Acide copalénique
- Acide copalique
- Acide coumarilique
- Acide coumarique
- Acide crésylique (Crésyl, Crésol)
- Acide o-crésylsulfonique
- acide croconique
- Acide cromoglicique ou Acide cromoglycolique
- Acide cromoglycolique ou Acide cromoglicique
- Acide crotonique
- Acide crotonoléïque
- Acide cubébique
- Acide cyanacétique
- Acide cyanhydrique ou Acide prussique
- Acide cyanique
- Acide cyanurique
- Acide cyclamique
- Acide cyclogallipharique
- Acide cyclopropanique

- Haut – A
- B
- C
- D
- E
- F
- G
- H
- I
- J
- K
- L
- M
- N
- O
- P
- Q
- R
- S
- T
- U
- V
- W
- X
- Y
- Z

## D
- Acide daturique
- Acide décarboseylique
- Acide décanoïque ou Acide caprique
- Acide décénoïque
- Acide décylique
- Acide déextro-pimarique
- Acide déhydrocholique ou Acide trioxo-3,7,12 cholanique
- Acide déhydrodésoxycholique
- Acide déhydrodigallique (Leucotanin)
- Acide deltique ou dihydroxycyclopropénone
- Acide désoxyribonucléique (ADN)
- Acide déshydroacétique
- Acide désoxycholique ou Acide dihydroxy-3x, 12 x cholamique-5 b
- Acide dextroracémique
- Acide D-glucarique
- Acide diacétsalicylique ou Acide diacétylsalicylique ou Acide diacétoxy-2,3 benzoïque (Dipyrocétyl)
- Acide diacétylsalicylique ou Acide diacétsalicylique ou Acide diacétoxy-2,3 benzoïque (Dipyrocétyl)
- Acide diacétylsuccinique
- Acide dialcoylacétique
- Acide diallylbarbiturique ou Acide diallyl-5,5 barbiturique (Allobarbital)
- Acide dialurique
- Acide diaminohexanoïque
- Acide x-e-diaminocaproïque ou Acide diamino-2-6 hexanoïque
- Acide dibromosuccinique
- Acide dicaféylquinique
- Acide dicarboxylique
- Acide dichloroacétique
- Acide (dichloro-2,3 (méthylène-2 butyryl)-4 phénoxy) acétique ou Acide étacrynique ou Acide éthacrynique
- Acide (dichloro-2', 3' phényl) amino-2 benzoïque ou Acide clofénamique
- Acide (dichloro-2', 3'-3,4 benzamido)-2 phenoxy-2 acétique ou Acide clamidoxique
- Acide (dichloro-2,6 méthyl-3 phénylamino)-2 benzoïque ou Acide méclofénamique
- Acide dicosapentaénoïque (EPA)
- Acide difélurique
- Acide digallique (Tanin)
- acide di-homo-γ-linolénique
- Acide dihydrofluoborique
- Acide dihydroxybenzoïque
- Acide dihydroxymalonique ou Acide dihydroxymésoxalique ou Acide dihydroxypropanedioïque
- Acide dihydroxymésoxalique ou Acide dihydroxymalonique ou Acide dihydroxypropanedioïque
- Acide dihydroxypropanedioïque ou Acide dihydroxymalonique ou Acide dihydroxymésoxalique
- acide D-isoascorbique ou Acide érythorbique
- Acide di-isopropylbenzènesulfonique
- Acide dimécrotique
- Acide diméthyl éthyl allénolique ou Acide diméthyl-2,2 éthyl-3(hydroxy-6 naphtyl-(2'))-3 propionique (Allènoestrol)
- Acide diméthylfuranne carboxyliqe ou Acide pyrotritarique ou Acide uvique
- Acide diméthysuccinique
- Acide dioxybenzique
- Acide dioxycianamique
- Acide diphénylacétique
- Acide diphénique
- Acide disalicylique ou Acide salicylsalicylique
- Acide ditartrique
- Acide dithiophosphorique ou acide phosphorodithioïque
- Acide diuréïque
- acide DL-ascorbique ou 2-(1,2-dihydroxyéthyl)-4,5-dihydroxyfuran-3-one ou Acide ascorbique ou Acide oxo-3 L-gulofuranolactone (forme énolique) (Vitamine C)
- Acide docosahexaénoïque (DHA)
- Acide dodécanoïque ou acide n-dodécanoïque ou Acide laurique
- Acide domoïque
- acide donitique ou Acide fumarique ou Acide paramaléique ou Acide trans-butènedioïque
- Acide dotriacontanoïque ou Acide lacéroïque
- Acide dulcamarétique
- Acide dulcamarique
- Acide dur

- Haut – A
- B
- C
- D
- E
- F
- G
- H
- I
- J
- K
- L
- M
- N
- O
- P
- Q
- R
- S
- T
- U
- V
- W
- X
- Y
- Z

## E
- Acide (E)-13-cyclopent-2-én-1-yltridéc-6-énoïque ou Acide gorlique
- Acide édétique
- Acide édétique disodique ou Acide tétracémique ou Acide versénique ou Acide éthylène diamino N,N', N',N' tétra acétique
- Acide eicosanoïque ou Acide arachidique
- Acide eicosapentaénoïque
- Acide élaïdique
- Acide éléostéarique
- Acide ellagique ou Acide tétrahydroxy-1,2,6,7 dioxo-4,9 tétrahydro-4,5,9,10 dioxo-5,10 pyrène
- Acide ellagique dihydraté
- Acide équisétique ou Acide aconitique
- Acide ergotinique
- Acide érucique ou Acide 13-docoçénoïque ou Acide brassidique
- Acide érythorbique ou Acide isoascorbique
- Acide érythrique
- Acide esculinique
- Acide esculitannique
- Acide étacrynique ou Acide éthacrynique ou Acide (dichloro-2,3 (méthylène-2 butyryl)-4 phénoxy) acétique
- Acide éthacrynique ou Acide étacrynique ou Acide (dichloro-2,3 (méthylène-2 butyryl)-4 phénoxy) acétique
- Acide éthanedioïque ou Acide oxalique ou Sel d'oseille
- Acide éthalique
- Acide éthanethioïque
- Acide éthanoïque ou Acide acétique ou acide éthylique ou Acide méthanecarboxylique
- Acide éthylacétique
- Acide éthylène diamino N,N', N',N' tétra acétique ou Acide versénique ou Acide tétracémique ou Acide édétique disodique (EDTA)
- Acide éthyléne-dicarboxylique
- Acide éthyléne-protocatéchique
- Acide éthylènetétracarboxylique
- Acide éthylénique
- Acide éthyl-8 oxo-5 (pipérazinyl-1)-2 dihydro-5,8 pyrido 2,3-d pyrimidinecarboxylique-8 ou Acide pimémidique
- Acide éthylique ou Acide acétique ou Acide éthanoïque ou Acide méthanecarboxylique
- Acide éthylsulfinique
- Acide étidronique
- Acide eugénique (Esprit acide de girofle)
- Acide euphorbique
- Acide évernique
- Acide évonique
- Acide extra nucléaire

- Haut – A
- B
- C
- D
- E
- F
- G
- H
- I
- J
- K
- L
- M
- N
- O
- P
- Q
- R
- S
- T
- U
- V
- W
- X
- Y
- Z

## F
- Acide faible
- Acide fenclozique ou Acide ((chloro-4 phényl)-2 thiazolyl-4) acétique
- Acide férulique
- Acide filicinbutamique
- Acide filicinique
- Acide filicique
- Acide filicotannique
- Acide flavaspidique
- Acide flitorique
- Acide flufénamique ou Acide (trifluorométhyl-2' phényl) amino-2 benzoïque
- Acide fluorhydrique
- Acide fluoroantimonique
- Acide fluorosulfurique
- Acide folinique ou Acide N5-formyltétrahydrofolique ou Acide (formyl-5 tétrahydro-5-,7,8 ptéroyl) glutamique (Leuvocorine
- Acide folique ou Acide ptéroylglutamique (Vitamine B9) aussi appelée (Vitamine M)
- Acide formaldéhyde sulfoxylique
- Acide formique ou Acide méthanoïque
- Acide formylacétique
- Acide N5-formyltétrahydrofolique ou Acide (formyl-5 tétrahydro-5-,7,8 ptéroyl) glutamique ou Acide folinique (Leuvocorine
- Acide (formyl-5 tétrahydro-5-,7,8 ptéroyl) glutamique ou Acide folinique ou Acide N5-formyltétrahydrofolique(Leuvocorine
- Acide fort
- Acide fuchsique
- Acide fulminique
- Acide fulvique
- Acide fumarique ou acide donitique ou Acide paramaléique ou Acide trans-butènedioïque
- Acide furfuranne carboxylique
- Acide fusidique

- Haut – A
- B
- C
- D
- E
- F
- G
- H
- I
- J
- K
- L
- M
- N
- O
- P
- Q
- R
- S
- T
- U
- V
- W
- X
- Y
- Z

## G
- Acide gadotérique
- Acide gaffsizyque
- Acide gaïacinique
- Acide gaïacique
- Acide gaïaconique
- Acide gaïacosaponique
- Acide gaïarétique ou Acide résinogaïacique
- Acide galactonique
- Acide galacturonique
- Acide gallique
- Acide gallotannique
- Acide gamma-aminobutyrique (GABA)
- Acide gastrique
- Acide gelsénique
- Acide gentianique ou Acide gentisique ou Acide hydroxy-5 salicylique
- Acide gentisique ou Acide gentianique ou Acide hydroxy-5 salicylique
- Acide germanique
- Acide gibbérellique
- Acide ginkgolique
- Acide glucarique ou Acide saccharique
- Acide gluconique
- Acide glucuronique
- Acide glutamique ou glutamate ou Acide x aminoglutarique
- Acide glutarique ou acide pentanedioïque
- Acide glycérique
- Acide glycérophosphorique
- Acide glycidique
- Acide glycocholique (Chollylglycine)
- Acide glycolique
- Acide glycolsulfonique
- Acide glycoxylique ou Acide oxyglycolique
- Acide glycuronique
- Acide glycynhisique
- Acide glycyrréthique ou Acide glycyrrhétinique ou Acide hydroxy-3 b oxo-11 (18b)-oléanène-(12)-oïque-(30) (Enoxolone)
- Acide glycyrrhétinique ou Acide glycyrréthique ou Acide hydroxy-3 b oxo-11 (18b)-oléanène-(12)-oïque-(30) (Enoxolone)
- Acide glycyrrhizique ou Acide glycyrrhizinique (Réglisse)
- Acide glycyrrhizinique ou Acide glycyrrhizique (Réglisse)
- Acide glyoxylique
- Acide gorlique ou acide (E)-13-cyclopent-2-én-1-yltridéc-6-énoïque
- Acide gras
- Acide gras d'huile de lin
- Acide gras essentiel
- Acide gras insaturé
- Acide gras mono-insaturé
- Acide gras poly-insaturé
- Acide gras saturé
- Acide gras sulfoné
- Acide gras volatil
- Acide gynocardique

- Haut – A
- B
- C
- D
- E
- F
- G
- H
- I
- J
- K
- L
- M
- N
- O
- P
- Q
- R
- S
- T
- U
- V
- W
- X
- Y
- Z

## H
- Acide halogénohydrique
- Acide halohydrique
- Acide heptanoïque
- Acide heptylique
- Acide heptyne carboxylique
- Acide hespérétinique
- Acide hespérique
- Acide hexachloroplatinique hexahydraté
- Acide hexadécaméthylènedicarboxylique
- Acide hexadécanoïque ou Acide palmitique
- Acide hexadécylcitrique ou Acide agaricique
- Acide hexahydrobenzoïque
- Acide hexanoïque ou Acide caproïque
- Acide hippurique
- Acide homocamphorique
- Acide homoparacopaïvique
- Acide homophtalique
- Acide homovanillique
- Acide humique
- Acide hyalobiuronique
- Acide hyaluronique
- Acide hydantoïne acétique
- Acide hydantoïque
- Acide hydnocarpique ou acide 11-[(1 R)-cyclopent-2-én-1-yl]undécanoïque
- Acide hydrique
- Acide hydrocinnamique
- Acide hydroxybenzoïque
- Acide hydroxybenzoylbenzoïque
- Acide hydroxybutyrique
- Acide hydroxycinnamique
- Acide ((hydroxy-4', iodo-3', phénoxy)-4 diiodo-3,5 phényl)-3 propionique ou Acide thyropropique
- Acide cis-(hydroxy-7 méthoxy-5 méthyl-4 oxo-1 dihydro-1,3 isobenzofurannyl-6) méthyl-4 héxène oïque ou Acide mycophénolique
- Acide hydroxynaphtoïque
- Acide hydroxy-3 b oxo-11 (18b)-oléanène-(12)-oïque-(30) ou Acide glycyrrhétinique ou Acide glycyrréthique (Enoxolone)
- Acide hydroxypentadécylique ou Acide convovulinolique
- Acide hydroxypinique
- Acide hydroxypropionique
- Acide x-(Hydroxy-3 triiodo-2,4,6 benzyl) butyrique ou Acide iophénoïque
- Acide hydroxytropanne carboxylique
- Acide hypoazoteux
- Acide hypoazotique
- Acide hypochloreux
- Acide hypochlorique
- Acide hypofluoreux
- Acide hypogéïque
- Acide hypophosphoreux
- Acide hypophosphorique
- Acide hyposulfureux
- Acide hyposulfurique

- Haut – A
- B
- C
- D
- E
- F
- G
- H
- I
- J
- K
- L
- M
- N
- O
- P
- Q
- R
- S
- T
- U
- V
- W
- X
- Y
- Z

## I
- Acide ibandronique
- Acide iboténique
- Acide iduronique
- Acide igasurique
- Acide indigodisulfonique
- Acide indole 3-acétique
- Acide indoxylique
- Acide iocétamique ou Acide N-(amino-3 triiodo-2,4,6 phényl) acétamido-3 méthyl-2 propionique
- Acide iodique
- Acide iodhydrique
- Acide ioglycamique ou Oxy-bis (méthylène carbonylimino)-3,3' bis (acide triiodo-2,4,6 benzoïque) (Ioglycamide)
- Acide iopanoïque ou Acide (amino-3 triiodo-2,4,- phényl) éthyl-2 propanoïque
- Acide iophénoïque ou Acide x-(Hydroxy-3 triiodo-2,4,6 benzyl) butyrique
- Acide ioséfamique ou (Sébacoyldiimino) bis (acide triiodo-2,4,6 N-méthyl isophtalmique)-5,5'
- Acide iotalamique ou Acide triiodo-2,4,6 acétamido-5 N-méthylcarbamoyl-3 benzoïque
- Acide ipécacuanhique
- Acide isatogénique
- Acide isoanémonique
- Acide isoascorbique ou Acide érythorbique
- Acide isobutyrique
- Acide isocrotonique
- Acide isocyanique
- Acide isodibromosuccinique
- Acide isoférulique
- Acide isogeddique
- Acide isolinéoléïque
- Acide isophtalique ou Acide métaphtalique
- Acide isosaccharique
- Acide isothiocyanique
- Acide isovalérianique
- Acide isovanillique
- Acide itaconique

- Haut – A
- B
- C
- D
- E
- F
- G
- H
- I
- J
- K
- L
- M
- N
- O
- P
- Q
- R
- S
- T
- U
- V
- W
- X
- Y
- Z

## J
- Acide jaborique
- Acide jalapique

- Haut – A
- B
- C
- D
- E
- F
- G
- H
- I
- J
- K
- L
- M
- N
- O
- P
- Q
- R
- S
- T
- U
- V
- W
- X
- Y
- Z

## K
- Acide kaïnique
- Acide kinotannique

- Haut – A
- B
- C
- D
- E
- F
- G
- H
- I
- J
- K
- L
- M
- N
- O
- P
- Q
- R
- S
- T
- U
- V
- W
- X
- Y
- Z

## L
- Acide lactique
- Acide lactonique
- Acide laurique ou acide dodécanoïque ou acide n-dodécanoïque
- Acide lacéroïque ou Acide dotriacontanoïque
- Acide lécanorique
- Acide leontopodique
- Acide leucique
- Acide lévo-colophanique
- Acide lévo-folinique
- Acide lévo-pimarique
- Acide lévo-racémique
- Acide lévulique
- Acide de Lewis
- Acide lichenstérique
- Acide lignocérique
- Acide linoléique
- Acide linoléique conjugué
- Acide linolénique
- Acide α-linolénique
- Acide linolinique
- Acide linolique
- Acide lipique
- Acide lipoïque
- Acide lysergique diéthylamide (LSD)

- Haut – A
- B
- C
- D
- E
- F
- G
- H
- I
- J
- K
- L
- M
- N
- O
- P
- Q
- R
- S
- T
- U
- V
- W
- X
- Y
- Z

## M
- Acide magique
- Acide maléique
- Acide malique
- Acide malonique
- Acide maltobionique
- Acide mandélique ou Acide phénylglycolique
- Acide manélémique
- Acide margarique ou Acide heptadécanoïque
- Acide masticinique
- Acide masticique
- Acide masticonique
- Acide matétannique ou Acide cafétannique
- Acide mathylènehéxadécaonique
- Acide méclofénamique ou Acide (dichloro-2,6 méthyl-3 phénylamino)-2 benzoïque
- Acide méconique
- Acide méfénamique ou Acide (xylyl-(3') amino)-2 benzoïque ou Acide N-2,3 xylylanthranilique
- Acide de Meldrum
- Acide mélilotique
- Acide mélissique
- Acide mellique ou Acide benzènehexacarboxylique
- Acide mercaptoacétique
- Acide mésitylénique
- Acide méso-diméthoxysuccinique
- Acide mesotartrique
- Acide mésoxalique ou Acide cétomalonique ou Acide oxomalonique
- Acide métaborique ou acide oxoborinique
- Acide méta-antimonique
- Acide méta-chloroperbenzoïque
- Acide méta-copaïvique
- Acide métacoumarique
- Acide méta-hydrobenzoïque
- Acide métaphosphorique
- Acide méta-phtalique ou Acide isophtalique
- Acide méthacrylique
- acide méthanecarboxylique ou Acide acétique ou Acide éthanoïque ou Acide éthylique
- Acide méthanetétracarboxylique
- Acide méthanoïque ou Acide formique (Formiate de soude)
- Acide méthénique
- Acide (méthoxy-7-10 phénothiazinyl 2) 2-propionique ou Acide protizinique
- Acide méthylacétique
- Acide méthyl-3 acétoxy-2 benzoïque ou Acide acétylcrésotinique
- Acide méthyladipique
- Acide B-méthylesculétine
- Acide méthylène-anhydro-citrique
- Acide méthylène hippurique (Hippol)
- Acide méthyléthylacétique ou Acide pentanoïque ou Acide valérique
- Acide (méthyl-10 phénothiazinyl-2) acétique ou Acide métiazinique
- acide méthylsuccinique ou Acide pyrotartrique
- Acide méthylsulfonique
- Acide méthyltétrahydronicotianique
- Acide métiazinique ou Acide (méthyl-10 phénothiazinyl-2) acétique
- Acide métoxycyanocinnamique (Zimphène)
- Acide mévalonique
- Acide mézéréïnique
- Acide minéral
- Acide monochloracétique
- Acide monohalogéné
- Acide monosulfureux
- Acide monosulfurique
- Acide montanique
- Acide mou
- Acide mucique
- Acide muriatique ou Acide chlorhydrique officinal
- Acide mycophénolique ou Acide cis-(hydroxy-7 méthoxy-5 méthyl-4 oxo-1 dihydro-1,3 isobenzofurannyl-6) méthyl-4 héxène oïque
- Acide mycolique
- Acide myricique
- Acide myristique
- Acide myronique
- Acide myrrhololique

- Haut – A
- B
- C
- D
- E
- F
- G
- H
- I
- J
- K
- L
- M
- N
- O
- P
- Q
- R
- S
- T
- U
- V
- W
- X
- Y
- Z

## N
- Acide N-2,3 xylylanthranilique ou Acide méfénamique ou Acide (xylyl-(3') amino)-2 benzoïque
- Acide nalidixique
- Acide naphtalène dicarboxylique
- Acide naphtalènesulfonique
- Acide naphtalénique
- Acide naphtoïque
- Acide naphtolsulfonique
- Acide nervonique
- Acide nicotiamique
- Acide nicotique
- Acide nicotinique ou Acide pyridine-carboxylique-3 (Niacine)
- Acide niflumique ou Acide (trifluoro-3 anilino)-2 nicotinique
- Acide nitré
- Acide nitreux
- Acide nitrile
- Acide nitrilotriacétique
- Acide nitrique ou Acide azotique
- Acide nitro-cinnamique
- Acide nitrolique
- Acide nitrophénylpropiolique
- Acide nitro o-phtalique
- Acide nitrotoluène-sulfonique
- Acide nixylique ou Acide (xylidino-2,3)-2 nicotinique
- Acide nonaïque
- Acide nonanoïque ou Acide pélargique ou Acide pélargonique
- Acide nonylique
- Acide de Nordhausen
- Acide norpinique
- Acide nucitannique
- Acide nucléaire
- Acide nucléaire monophénol
- Acide nucléaire polyphénol
- Acide nucléïnique ou Acide nucléique
- Acide nucléique ou Acide nucléïnique
- Acide nucléique bloqué
- Acide nucléique peptidique
- Acide nucléique à glycol
- Acide nucléique à thréose
- Acide nucléotinophosphorique ou Acide thyminique (Solurol)

- Haut – A
- B
- C
- D
- E
- F
- G
- H
- I
- J
- K
- L
- M
- N
- O
- P
- Q
- R
- S
- T
- U
- V
- W
- X
- Y
- Z

## O
- Acide obéticholique ou Acide 6-éthylchénodésoxycholique
- Acide octadécane-dicarboxylique
- Acide octadécanoïque ou Acide stéarique
- Acide octadécène-9 ol-12 oïque ou Acide ricinoléique
- Acide octanoïque ou Acide caprylique
- Acide œnanthylique
- Acide œnanthique
- Acide oléique ou Acide octadécène-g oïque ou Acide 9-1déhydro octadécanoïque ou Acide 9-10 déhydrostéarique
- Acide ombellique
- Acide oméga-3
- Acide oméga-6
- Acide orcellique
- Acide organique
- Acide orotique ou Acide 2,6-dioxo-1,2,3,6-tétrahydropyrimidine-4-carboxylique
- Acide orthoacétyloxybenzoïque
- Acide orthoamidosalicylique
- Acide ortho-amino-benzoïque
- Acide orthoarsénieux
- Acide ortho-benzoyl-benzoïque
- Acide (ortho)borique ou Acide borique
- Acide orthocarbonique
- Acide orthocoumarique
- Acide orthophénolsulfonique (Aseptol, Sulfocarbol)
- Acide orthophosphorique
- Acide orthophtalique
- Acide orthoquinolinmétasulfonique (Diaphtol, Quinaseptol)
- Acide orthoxybenzoïque ou Acide salicylique
- Acide oxaloacétique
- Acide oxalique ou Acide éthanedioïque ou Sel d'oseille
- Acide oxalurique
- Acide oxamique
- Acide oxiniacique
- Acide oxo-3 L-gulofuranolactone (forme énolique) (Vitamine C) ou 2-(1,2-dihydroxyéthyl)-4,5-dihydroxyfuran-3-one ou Acide ascorbique ou acide DL-ascorbique
- Acide oxoborinique ou Acide métaborique
- Acide oxomalonique ou Acide cétomalonique ou Acide mésoxalique
- Acide oxomalonique ou Acide mésoxalique ou Acide cétomalonique
- Acide oxyglycolique ou Acide glycoxylique
- Acide oxyvalérique

- Haut – A
- B
- C
- D
- E
- F
- G
- H
- I
- J
- K
- L
- M
- N
- O
- P
- Q
- R
- S
- T
- U
- V
- W
- X
- Y
- Z

## P
- Acide p-x éthoxy p-phényl phénacylamino) benzoïque ou Acide xénazoïque (Xénalamine)
- Acide palabiétinolique
- Acide palabiétique
- Acide palactoglycuronique
- Acide palmétique
- Acide palmicique
- Acide palmilique
- Acide palmitique ou Acide hexadécanoïque
- Acide palmitoléique ou acide (Z)-9-hexadécénoïque ou acide 9-cis-hexadécénoïque ou acide cis-9-hexadécénoïque ou acide cis-palmitoléique.
- Acide palmitoylascorbique
- Acide pangamique (Vitamine B15)
- Acide pantoïque
- Acide pantothénique (Vitamine B5)
- Acide papavérique
- Acide para-aminobenzoïque (Vitamine H')
- Acide para-aminophénylarsonique ou Acide atoxylique ou Acide arsanilique
- Acide para-aminosalicylique ou Acide amino-4 hydroxy-2 benzoïque
- Acide parabanique
- Acide parabasique
- Acide paracoumarique
- Acide parahydroxybenzoïque
- Acide paralactique ou Acide sarcolactique
- Acide paramaléique ou acide donitique ou Acide fumarique ou Acide trans-butènedioïque
- Acide paraphénylène-diacétique
- Acide paraphtalique ou Acide téréphtalique
- Acide pararosolique
- Acide parasulfamidobenzoïque
- Acide paratartrique ou Acide tartrique racémique
- Acide paratoluènesulfinique
- Acide paratoluènesulfonique
- Acide paroxybenzoïque
- Acide paroxybenzoïque monobrome
- Acide pélargique ou Acide pélargonique ou Acide nonanoïque
- Acide pélargonique ou Acide pélargique ou Acide nonanoïque
- Acide pentadécanoïque ou Acide pentadécylique
- Acide pentadécylique ou Acide pentadécanoïque
- acide pentanedioïque ou Acide glutarique
- Acide pentanoïque ou Acide méthyléthylacétique ou Acide valérique
- Acide pentanone-4 oïque ou Acide γ-cétovalérique
- Acide peracétique
- Acide perazotique ou Acide pernitrique
- Acide perbenzoïque
- Acide percarboxylique
- Acide perchlorique
- Acide perfluorobutanesulfonique
- Acide perfluorooctanoïque (PFOA)
- Acide periodique
- Acide periodique de Schiff
- Acide permanganique
- Acide pernitrique ou Acide perazotique
- Acide persulfurique
- Acide perxénique
- Acide phénacétine carbonique (benzacétine)
- Acide phénique ou Acide carbolique (Phénol)
- Acide-phénol ortho
- Acide-phénol méta
- Acide phénolsulfonique
- Acide phénylacétique
- Acide phénylacrylique
- Acide β-phénylacrylique ou Acide cinnamique
- Acide x-phénylacrylique (Atropine)
- Acide phénylamino-acétique
- Acide phénylchloracétique
- Acide phénylcinchoninique ou Acide phényl-2 quinoléine carboxylique-4 (Cinchophène)
- Acide phényldisulfureux
- Acide phénylène-diacétique
- Acide phénylglycine carboxylique
- Acide phénylglycolique ou Acide mandélique
- Acide phénylglyoxylique
- Acide phénylisocrotonique
- Acide phénylpropiolique
- Acide phénylpyruvique
- Acide phénylsulfureux
- Acide phloroglucinol carboxylique
- Acide phosphonique
- Acide phosphomolybdique
- Acide phosphoreux ou Acide phosphonique
- Acide phosphorique
- Acide phosphorodithioïque ou acide dithiophosphorique
- Acide phosphotungstique
- Acide photosantonique
- Acide phtalamique
- Acide phtalique
- Acide m-phtalique
- Acide o-phtalique halogéné
- Acide o-phtalique sulfoné
- Acide phtalonique
- Acide phtalylacétique
- Acide phytique ou Acide myo-inositol-héxaphosphorique
- Acide picéapimarique
- Acide picéapimarolique B
- Acide picéapimarolique X
- Acide picramique
- Acide picrique ou Acide carbo-azotique (Trinitrophénol ou mélinite)
- Acide picropodophyllique
- Acide pimarique
- Acide pimélique
- Acide pimémidique
- Acide pimémidique ou Acide éthyl-8 oxo-5 (pipérazinyl-1)-2 dihydro-5,8 pyrido 2,3-d pyrimidinecarboxylique-8
- Acide pinique
- Acide pinonique
- Acide pipérique
- Acide pipéronylique
- Acide podophyllique
- Acide polyacrylique
- Acide polyanhydroglucuronique (Cellulose oxydée régénérée)
- Acide polygalique
- Acide polylactique
- Acide propanoïque ou Acide propionique
- Acide propiolique
- Acide propionique ou Acide propanoïque
- Acide protizinique ou Acide (méthoxy-7-10 phénothiazinyl 2) 2-propionique
- Acide protocatéchique
- Acide proto X lichenstérique
- Acide prussique ou Acide cyanhydrique
- Acide ptéroylglutamique ou Acide folique ou (Vitamine B9) aussi appelée (Vitamine M)
- Acide pyrazole carboxylique
- Acide pyridazinone carboxylique
- Acide pyridine-carboxylique-3 ou Acide nicotinique (Niacine)
- Acide pyrogallique (Pyrogallol)
- Acide pyrogallol carboxylique
- Acide pyroligneux
- Acide pyromarique
- Acide pyromucique
- Acide pyrophosphorique
- Acide pyrosulfurique ou oléum
- Acide pyrotartrique ou Acide méthylsuccinique
- Acide pyrotritarique ou Acide diméthylfuranne carboxyliqe ou Acide uvique
- Acide pyrrole carboxylique
- Acide pyrrolidine carboxylique
- Acide pyruvique ou acide α-cétoacétique

- Haut – A
- B
- C
- D
- E
- F
- G
- H
- I
- J
- K
- L
- M
- N
- O
- P
- Q
- R
- S
- T
- U
- V
- W
- X
- Y
- Z

## Q
- Acide quercitannique
- Acide quillajique
- Acide quinique (Sidonal, Urosine)
- Acide quinoléique
- Acide quinotannique

- Haut – A
- B
- C
- D
- E
- F
- G
- H
- I
- J
- K
- L
- M
- N
- O
- P
- Q
- R
- S
- T
- U
- V
- W
- X
- Y
- Z

## R
- Acide racémique
- Acide ratanhiatannique
- Acide réïnolique
- Acide résinique
- Acide résinogaïacique ou Acide gaïarétique
- Acide résinolique
- Acide rhayontique
- Acide rhéadique
- Acide rhodanique
- Acide rhodizonique
- Acide rhubarbarique ou Acide chrysophanique
- Acide ribonique
- Acide ribonucléique ou ARN
- Acide ribonucléique messager ou ARN messager ou ARNm
- Acide ricinélaïdique
- Acide ricinique
- Acide ricinoléique ou Acide octadécène-9 ol-12 oïque
- Acide ritalinique
- Acide roccélique
- Acide rosmarinique
- Acide rosolique (coralline jaune ou aurine)
- Acide rubérythrique
- Acide rufigallique ou (Hexahydroxyanthraquinone)

- Haut – A
- B
- C
- D
- E
- F
- G
- H
- I
- J
- K
- L
- M
- N
- O
- P
- Q
- R
- S
- T
- U
- V
- W
- X
- Y
- Z

## S
- Acide saccharique ou Acide glucarique
- Acide salicylique ou Acide orthoxybenzoïque ou Acide 2-hydroxybenzoïque
- Acide salicylique monoiodé
- Acide salicylsalicylique ou Acide disalicylique
- Acide santalique
- Acide santoninique
- Acide sapiénique
- Acide sarcolactique ou Acide paralactique
- Acide sclérotique
- Acide sébacique
- Acide sécalonique
- Acide sélénieux
- Acide sélénique
- Acide shikimique
- Acide sialique
- Acide silicique
- Acide silicopropionique
- Acide silicotungstique
- Acide sinapique
- Acide sorbique
- Acide sphacélinique ou Acide sphacélique
- Acide sphacélique ou Acide sphacélinique
- Acide squarique
- Acide stannique
- Acide stéarique ou Acide octadécanoïque
- Acide sterpurique
- Acide subérique
- Acide succinamique
- Acide succinique
- Acide succinoabiétolique
- Acide succinosylvique
- Acide succoxyabiétique
- Acide sucrononique
- Acide sulfaloxique
- Acide sulfamidobenzoïque
- Acide sulfamique
- Acide sulfanilique ou Acide amidophéniquesulfureux
- Acide sulfhydrique (Hydrogène sulfuré)
- Acide sulfindigotique
- Acide sulfinique
- Acide sulforicinique (Solvine)
- Acide sulfocyanique
- Acide sulfonique
- Acide sulforicinique
- Acide sulfovinique
- Acide sulfureux
- Acide sulfurique ou Huile de vitriol ou Vitriol
- Acide sulfurique officinal
- Acide sylphique X
- Acide sylvique
- Acide sylvitique ou Acide abiétique ou Acide abiétinique

- Haut – A
- B
- C
- D
- E
- F
- G
- H
- I
- J
- K
- L
- M
- N
- O
- P
- Q
- R
- S
- T
- U
- V
- W
- X
- Y
- Z

## T
- Acide tabaco-tannique
- Acide tannique
- Acide tartrique ou Acide 2,3-dihydroxybutanedioïque ou Acide 2,3-dihydroxy succinique
- Acide tartrique racémique ou Acide paratartrique
- Acide tartronique
- Acide taurocholique
- Acide teichoïque
- Acide ténoïque (DCI) ou acide thénoïque ou Acide 2-thiophènecarboxylique
- Acide thénoïque ou Acide ténoïque (DCI) ou Acide 2-thiophènecarboxylique
- Acide téréphtalique ou Acide paraphtalique
- Acide térésantalique
- Acide tertiobutylbenzoïque
- Acide tétracémique ou Acide édétique disodique ou Acide versénique ou Acide éthylène diamino N,N', N',N' tétra acétique
- Acide tétradécanoïque
- Acide tétrahydronaphtalène carboxylique
- Acide tétrahydrofolique ou Acide 5,6,7,8-tétrahydrofolique
- Acide tétra-oxyhéxahydrobenzoïque
- Acide thérébenthérique
- Acide thiazolidine carboxylique ou Acide thiazolidine-(4) carboxylique
- Acide thioacétique
- Acide thiocarbamique
- Acide thioctique
- Acide thiocyanique
- Acide thiofène carboxylique
- Acide thiofène sulfonique
- Acide thioglycolique
- Acide thiolactique
- Acide thionique
- Acide thiosulfocarbamique
- Acide thurpéthique
- Acide thyminique ou Acide nucléotinophosphorique (Solurol)
- Acide thymique (Thymol)
- Acide tiglique
- Acide titanique
- Acide toluène-4-sulfinique
- Acide p-toluique
- Acide tranexamique ou Acide trans-(amino-méthyl)-4 cyclohexane carboxylique
- Acide trans-butènedioïque ou acide donitique ou Acide fumarique ou Acide paramaléique
- Acide trans-(amino-méthyl)-4 cyclohexane carboxylique ou Acide tranexamique
- Acide trichloroacétique
- Acide trichlolactique
- Acide tridécanoïque
- Acide trifluoroacétique
- Acide triflique ou Acide trifluorométhanesulfonique
- Acide trifluorométhanesulfonique ou Acide triflique
- Acide (trifluoro-3 anilino)-2 nicotinique ou Acide niflumique
- Acide (trifluorométhyl-2' phényl) amino-2 benzoïque ou Acide flufénamique
- Acide trihydroxybenzène tricarboxylique
- Acide trihydroxybenzoïque
- Acide trihydroxystéarique
- Acide triiodo-2,4,6 benzoïque
- Acide triiodo-2,4,6 N-méthyl isophtalmique
- Acide triiodothyroacétique
- Acide trimésique
- Acide triméthoxybenzoïque
- Acide triméthylacétique
- Acide triméthylène carboxylique
- Acide trioxo-3,7,12 cholanique ou Acide déhydrocholique
- Acide trioxybenzoïque
- Acide tropanol carbonique
- Acide tropique
- Acide truxillique
- Acide tungstique

- Haut – A
- B
- C
- D
- E
- F
- G
- H
- I
- J
- K
- L
- M
- N
- O
- P
- Q
- R
- S
- T
- U
- V
- W
- X
- Y
- Z

## U
- Acide ulmique
- Acide undécane-dicarboxylique
- Acide undécanoïque
- Acide undécylénique
- Acide uracylique ou Acide uridine-5 triphosphorique
- Acide uridine-5 triphosphorique ou Acide uracylique
- Acide urique
- Acide uronique
- Acide ursodésoxycholique
- acide uvique ou Acide diméthylfurane carboxylique ou Acide pyrotritarique
- Acide uvitique

- Haut – A
- B
- C
- D
- E
- F
- G
- H
- I
- J
- K
- L
- M
- N
- O
- P
- Q
- R
- S
- T
- U
- V
- W
- X
- Y
- Z

## V
- Acide vaccénique
- Acide valérénique
- Acide valérianique
- Acide valérique ou Acide méthyléthylacétique ou Acide pentanoïque
- Acide valproïque ou Acide 2-propylpentanoïque
- Acide vanadique
- Acide vanillique ou acide 4-hydroxy-3-méthoxybenzoïque
- Acide vanilloylcarbonique
- Acide vératrique
- Acide versénique ou Acide tétracémique ou Acide édétique disodique ou Acide éthylène diamino N,N', N',N' tétra acétique
- Acide vinique

- Haut – A
- B
- C
- D
- E
- F
- G
- H
- I
- J
- K
- L
- M
- N
- O
- P
- Q
- R
- S
- T
- U
- V
- W
- X
- Y
- Z

## X
- Acide xénazoïque ou Acide p-x éthoxy p-phényl phénacylamino) benzoïque (Xénalamine)
- Acide xénique
- Acide (xylidino-2,3)-2 nicotinique ou Acide nixylique
- Acide (xylyl-(3') amino)-2 benzoïque ou Acide N-2,3 xylylanthranilique ou Acide méfénamique

- Haut – A
- B
- C
- D
- E
- F
- G
- H
- I
- J
- K
- L
- M
- N
- O
- P
- Q
- R
- S
- T
- U
- V
- W
- X
- Y
- Z

## Z
- Acide zolédronique